# Olivia Ong
Olivia Ong Liting (chinois simplifié : 王俪婷 ; chinois traditionnel : 王儷婷 ; pinyin : Wáng Lìtíng ; née le 2 octobre 1985 à Singapour) est une actrice et chanteuse singapourienne.

## Carrière
Ong, alors comparé à Seiko Matsuda, remporte un concours de chant et signe avec la maison de disques japonaise S2S Pte Ltd à 15 ans. Elle crée un trio J-pop avec deux amies, Mirai. Son premier single, Open Up Your Mind, a été choisi pour faire partie de la bande originale de l'anime japonais Saiyuki - Chronique de l'extrême voyage. Après avoir terminé ses examens de niveau O à l'école secondaire Damai à Singapour, Ong part au Japon pour poursuivre ses études et faire une carrière artistique solo.
Le 17 novembre 2004, Olivia Ong chante Majulah Singapura lorsque le Japon reçoit Singapour au Stade Saitama 2002 lors des qualifications des pays asiatiques pour la Coupe du monde de football 2006.
Son premier album A Girl Meets Bossa Nova sort en mars 2015. Il comprend une réinterprétation des succès de Frank Sinatra tels que Quiet Nights of Quiet Stars, d'autres standards de jazz et de pop. Contrairement à d'autres chanteuses qui ont réussi sur le marché de Taïwan et de la Chine continentale (comme Kit Chan, Tanya Chua, Stefanie Sun et Michelle Saram), les publications d'Olivia Ong sont faites pour l'exportation exclusivement au Japon.
En 2009, Ong signe un contrat avec le label taïwanais HIM International Music, à la suite duquel elle devient célèbre dans son pays natal, Singapour, après avoir chanté le générique de la série télévisée The Little Nyonya, qui raconte l'histoire des Baba-Nyonya. La chanteuse avait en effet affirmé avoir des origines de son grand-père paternel.
Son premier album chez HIM sort le 5 mars 2010, sous le titre d’Olivia. L'année suivante, la chanteuse enregistre un duo, 最後 一眼 (Just One Look), avec Aaron Yan de Fahrenheit. Le single est présenté sur le premier EP du chanteur, The Next Me.
Elle fait ses débuts d'actrice dans le film It's a Great, Great World qui sort le 27 janvier 2011. Son deuxième album Romance paraît le 22 juillet 2011.
En 2012, Ong est nommée ambassadrice des Global Chinese Music Awards qui se tiennent cette année-là à Singapour. La même année, elle interprète le thème du défilé de la fête nationale, Love at First Light.
En 2015, elle chante dans un épisode de la série télévisée Crescendo.

## Source de la traduction
- (en) Cet article est partiellement ou en totalité issu de l’article de Wikipédia en anglais intitulé « Olivia Ong » (voir la liste des auteurs).